# Баварский национальный костюм

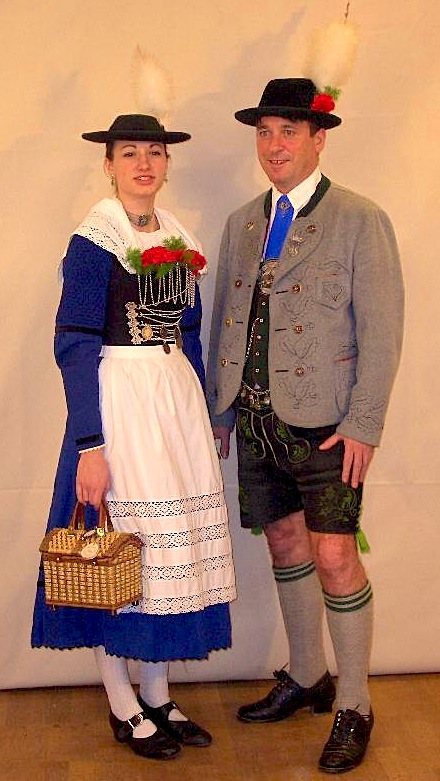
Верхнебаварский народный костюм (Мисбах)

Баварский национальный костюм (нем. bayerische Tracht) — традиционный костюм в Баварии.

## Виды и история костюма
Появление национальной одежды было обусловлено существованием огромного количества небольших государств, чьи жители должны были отличаться друг от друга. В старину национальная одежда была традиционной и говорила о статусе, возрасте и профессии её носителя.
Традиционный костюм баварцев, как и народный костюм любого немецкоязычного региона, называется термином «трахт» (нем. Trachten), восходящим к эпохе романтизма, именно в те времена заговорили о национальных традициях, о том, как люди жили, говорили, пели, праздновали и одевались, и что считалось основой культуры нации.
В старые времена простые люди могли применять для изготовления одежды только плохое сукно. А вот пёстрые украшения, ленты и даже вышивка им строго запрещались — это были знаки отличия знати. В начале XVIII века (по другим данным, в 1770-х годах) наступило небольшое отступление от подобных законов, люди могли использовать в одежде белое и чёрное кружево. Крестьяне предпочтительно брали для пошива одежды коричневый либо же серый лоден.
Небывалую популярность баварский костюм, как и весь немецкий народный костюм в целом, обрёл в 1930-х годах, во время Третьего Рейха. После окончания Второй мировой войны народный костюм утратил свою популярность, поскольку он ассоциировался прежде всего с гитлеровским режимом. Однако к нашему времени он вновь стал распространённым.
Как и многие другие народный костюмы, костюм Баварии неоднороден и может различаться деталями в зависимости от поселения или исторической области (Верхняя Бавария, Нижняя Бавария, Альгои). Различаются вышивка, цвета, украшения, и эти традиции строго соблюдаются и в наши дни. Самые известные разновидности баварского костюма — родом из Верхней Баварии. Верхнебаварский трахт делится на: мисбахский (нем. Miesbacher Tracht), вернфельсский (нем. Wernfelser Tracht), кимгауский (нем. Chimgauer Tracht), берхтесгаденский (нем. Miesbacher Tracht) и из окрестностей Бад-Тёльца (нем. Isarwinkler Tracht). Первоначально известный верхнебаварский костюм был распространён на узкой полосе вдоль границы с Тиролем (в Австрии и в Тироле, в частности, распространены народные костюмы, близкие к верхнебаварскому, в отличие от Швейцарии), однако когда его начали надевать аристократы во время охоты в горах ввиду практичности и романтического образа горца, он полюбился сначала жителям низменного Мюнхена, а затем — во всей Верхней Баварии, таким образом став частью репрезентации баварской культуры в частности и немецкой — в целом.
Совершенно иной костюм в Нижней Баварии. Примером может послужить народный костюм Франконии — исторической области, находящейся на севере федеральной земли, более близкий к костюмам в центральной части страны.

## Мужской костюм

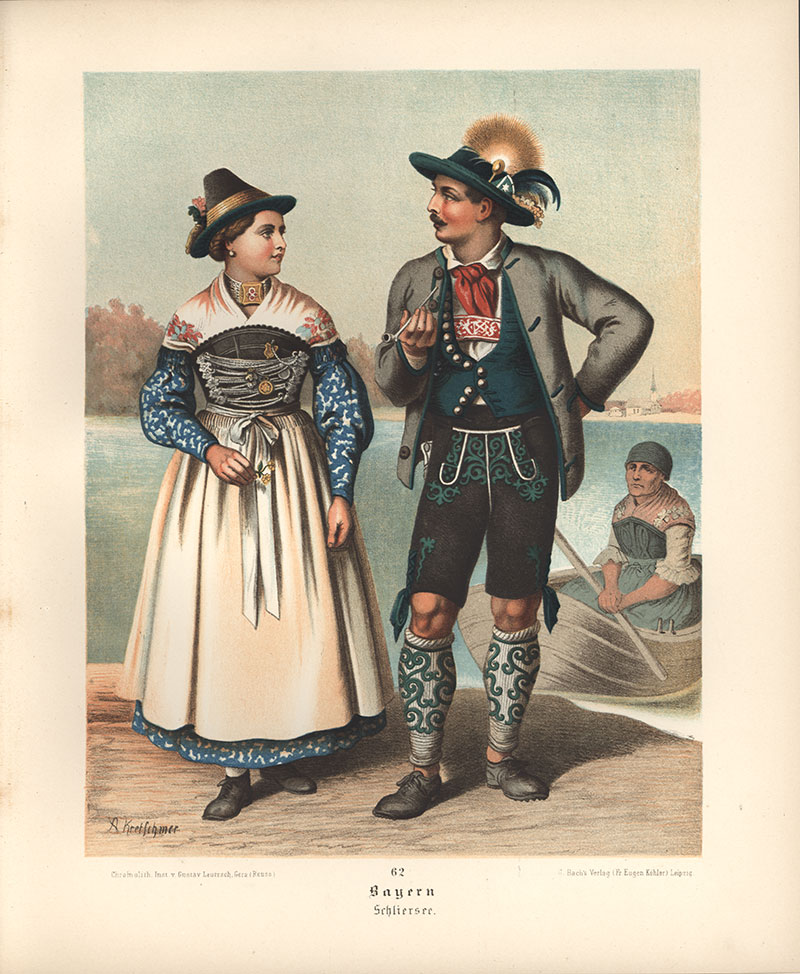
Баварский костюм из Шлирзе, гравюра Альберта Кречмера из книги «Deutsche Volkstrachten, Original-Zeichnungen mit erklärendem Text» (1887 г.)

Мужской национальный костюм состоит из кожаных штанов — ледерхозен, в свою очередь подразделяющихся на короткие (нем. Kurz Lederhose) и в три четверти длины (нем. Kniebund Lederhose), рубашки, жилета, сюртука (нем. Loden), шляпы с перьями или волосяными щётками (нем. и бав. Seppel), гетров (нем. и бав. Leferl), ботинок на толстой подошве.
Традиционно мужская рубаха надевается через голову и имеет застёжку ориентировочно до середины груди, хотя в целом современные рубахи, носящиеся с баварским трахтом, мало отличаются от обычных. Как правило, она обладает отложным воротником, может быть клетчатой или белой (для более формальных случаев).
У мужчин длина сюртука может обозначать семейное положение. По традиции, женатые мужчины носят длинные сюртуки, обычно чёрного цвета. У холостяков принят короткий сюртук. Сюртук обычно двубортный, верхняя часть воротника делается из более тёмного материала, чем весь сюртук, и представляет собой стойку. Нижняя часть выполнена в виде лацканов, пристёгнутых на пуговицы к груди сюртука. Часто карманы и борта отделаны той же тканью, что и верхняя часть воротника. В мужской костюм входит также небольшой охотничий нож (нем. Trachtenmesser), для которого на штаны пришивают специальный карман с правой стороны. Также штаны имеют спереди клапан, застёгивающийся на две пуговицы. Обычно он украшен вышивкой в том же стиле, что и карман для ножа. Штаны изготовляются, например, из коровьей или козьей кожи, но наибольшей популярностью пользуются экземпляры из оленьей кожи. Новые штаны обладают чёрным или зеленоватым цветом, но со временем, когда они занашиваются, светлеют. Покрой штанов восходит к XVIII-XIX векам. Они носятся с подтяжками, пристёгивающимися на пуговицах и имеющих на груди пряжки для регулировки длины. Спереди они могут также иметь нагрудную перемычку или две малые лямки, отходящие от основных и соединяющиеся на поясе. Перемычка часто украшается вышивкой, например с изображением герба Баварии (щиток с бело-голубыми ромбами под цвет баварского флага, поддерживаемый двумя львами и увенчанный короной), а помочи подтяжек — орнаментом из цветов, среди которых непременно присутствует эдельвейс. Штаны могут носиться без подтяжек, в этом случае в шлёвки обычно продевается ремень. Штанины внизу имеют шнурки для затяжки, иногда украшенные кисточками. Подобный шнур-учкур присутствует и сзади на поясе для регулировки талии. Одной из характерных особенностью является гульфик-клапан, он же лацбант, застёгивающийся на пуговицы и также вышивающийся. Франконские штаны — жёлтого цвета и изготовляются из замши. Жилеты часто имеют спереди вырезы по бортам, через которые видна перемычка подтяжек. Иногда их носят с цепочками, украшенными различными подвесными брелоками. Франконские жилеты, как правило, красного цвета, со множеством пуговиц и вышивкой/тесьмой на левой стороне.
Шляпы, как правило, имеют обычно узкие поля и витой шнур, по охотничьей традиции их украшают пышными перьями или гамсбартами (нем. Gamsbart) — щетинными щётками, символизирующими усы убитых медведей (хотя изготавливаются они из шерстяных волосков со спины серны или оленьей шерсти, во многих других регионах Альп они могут изготавливаться из барсучьей шерсти). В зависимости от места сами шляпы и их декор различаются. Мисбахская шляпа-шайблинг (нем. Scheibling) отдалённо напоминает котелок, носится слегка задвинутой на лоб и изготавливается из заячьей шерсти или фетра. Украшением шайблинга служит плетёный шнур, оборачиваемый вокруг шляпы от одного до трёх раз. Цвет мисбахской шляпы серый. Шляпа из окрестностей Бад-Тёльца отличается от мисбахской зелёным цветом. Верденфельсская шляпа — тёмно-зелёного цвета, округлой формы, с широкими полями, украшается лентой, двумя шнурами, тетеревиными перьями (а также тетеревиным пухом) или орлиным пером. В окрестностях Кимгау существует три разновидности шляп: в Бертехсгадене, помимо шайблинга, носят шляпы тирольских стрелков; а Ашау носят островерхие шляпы (данная форма достигается сдавливанием шляпы по бокам), а в Хоэнашау — шляпы с высокими стенками и узким донышком. Во Франконии носили треуголки и круглые меховые шапки.
Леферль в прошлом представляли собой гетры, а ботинки мужчины надевали на голую ногу. К нашему времени леферль превратились в гольфы и делаются из более тонкой шерсти, так как носятся обыкновенно лишь на народные фестивали и утратили своё прикладное значение как элемент крестьянской и охотничьей одежды. В мужской костюм входит также галстук в виде ленты, по всей длине имеющей одинаковую ширину.
При изготовлении костюма предпочтение отдаётся исключительно натуральным тканям: хлопку, льну, шерсти, натуральной коже, поскольку костюм планируется носить длительно и часто.

## Женский костюм

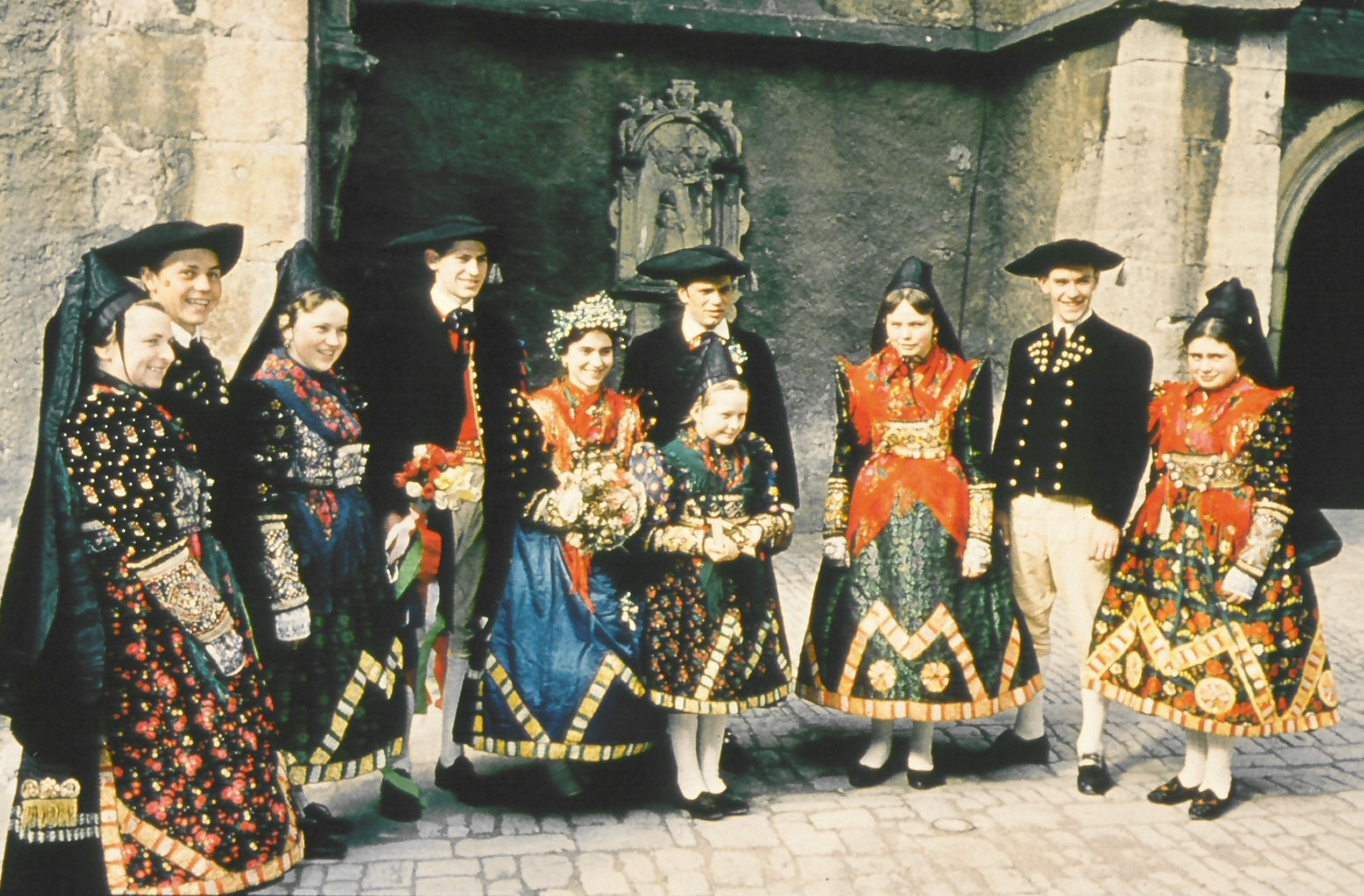
Жители Оксенфурта (Франкония) в народных костюмах, 1960 г.

Женский баварский костюм включает в себя пышную юбку, блузку, корсаж со шнуровкой или на пуговицах и фартука. У женщин также принято ношение шейных украшений. На плечи набрасывается плат-шаль, закрывающий широкий вырез корсажа, он, равно как и сам корсаж, в Верхней Баварии украшается металлическими подвесками с серебряной цепью и монетами.
Длина женской юбки в настоящее время произвольна, однако раньше по традиции она заканчивалась на высоте масса (литровой пивной кружки) от земли (27 см). Блузки и фартуки украшаются кружевной оборкой, декоративными бантами, однако чрезмерное их количество характерно скорее для стилизаций под настоящий трахт. Применяются любые цвета, хотя часто можно видеть изображения женщин в сине-белых костюмах под цвет флага Баварии. В последнее время популярность обрел и дирндль — стилизация под народный костюм.
Франконки во время работы носили льняные или хлопковые кофту и юбку одного цвета, чаще всего синего. Праздничные костюмы различаются незначительно: они состоят из нескольких нижних юбок (нем. Wattrock), плиссированной верхней юбки с аппликацией из двух лент по подолу (в зависимости от случая цвет лент различается от красного до чёрного), кофты с корсажем и низким вырезом (нем. Mutze), украшенные орнаментом на переде и манжетах рукавов (старинные кофты украшались золотным и серебряным шитьём, современные — пайетками, тесьмом и металлическими блёстками) и фартука, в Оксенфурте украшаемого аппликацией из ленты в виде буквы «М». У кофт достаточно высокие, остроконечные плечи, обладающие такой формой ввиду укрепляющих их картонных подплечников. Чем важнее случай, по которому одеваются костюмы, тем обильнее они украшаются. На танцы незамужние девушки надевали корсажи без рукавов. Траурный костюм, чёрный за исключением вышивки на фартуке, в некоторых местах носился целый год: именно столько там мог длиться полный траур. После полного траура через некоторое время после него или в случае смерти людей, не являющихся близкими родственниками, носят полутраурный костюм, несколько светлее и ярче траурного. В конце XIX века в гардероб франконок вошла шаль, которую при ношении народного костюма набрасывают на плечи поверх кофты, но концы всё же подворачиваются под корсаж. Шаль закалывается брошкой, поверх которой надевается крестик. Также по праздникам женщины из Оксенфурта заплетают волосы сзади в ряд мелких косичек (примерно от 9 до 11), которые затем закрепляются на макушке с помощью гребня, на передней части головы повязывается лента. Также в официальных случаях носят митенки, вышитые бисером.
В Верхней Баварии женщины, как и мужчины, носили шляпы. Женщины из Верденфельса носят шляпу таким образом, чтобы волосы не торчали из-под шляпы и не нависали надо лбом и ушами, они должны оканчиваться примерно на 1 см выше края шляпы. В остальном ношение шляп у женщин ничем не отличается от такового у мужчин. Женские шляпы Берхтесгадена и окрестностей шьются из зелёного фетра с уложенным на стенки шляпы золотым шнуром, оканчивающимся золотыми кистями. Шляпы жительниц окрестностей Бад-Тёльца шьются из зелёного велюра и украшаются маленьким гамсбартом. В начале XIX века жительницы Дахау носили на шее ленту с бижутерией, а на голове — отороченную мехом шапочку, украшенную вышивкой. Жительницы востока Мюнхена носили маленькие шляпки, а юга — богатые меховые шапки.
Национальный костюм и в прошлом, и в настоящее время носился и пропагандировался правительством Баварии, и потому до сих пор пользуется в этой земле популярностью.

## Сегодняшний день

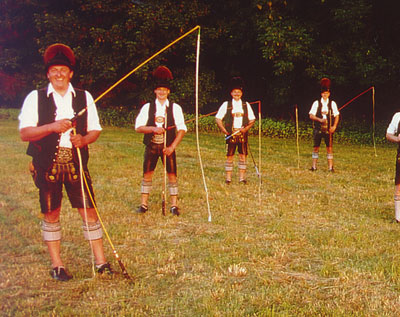
Народный костюм из окрестностей Кимгау

Жители Баварии одеваются по-разному, но, при всей пестроты моды у баварского стиля есть одна особенность: в этой федеральной земле, единственной в Германии, ещё до сих пор носят традиционный национальный костюм. Причем подобные наряды баварцы носят не только в праздники, но и в повседневной жизни. Более того, носить национальный костюм считается у баварцев показателем хорошего вкуса и чем-то очень престижным.
Национальная одежда стоит недёшево и жители носят её с большим достоинством. Один комплект костюма обходится примерно в 700—800 евро. А ведь есть летний и зимний варианты костюма, повседневный и праздничный, плюс соответствующая обувь и аксессуары и, как правило, такой набор у баварцев не в единственном экземпляре.
В Баварии действует множество сообществ, посвящённых сохранению и популяризации народного костюма.